# Luca Sani
Luca Sani (n. 19 martie 1965, Massa Marittima, Toscana, Italia) este un politician italian.